# دی‌ان‌ای کلروپلاستی
دی‌ان‌ای کلروپلاستی (cpDNA) دی‌ان‌ای واقع در کلروپلاست‌ها است که اندامک‌هایی فتوسنتزی هستند و در سلول‌های برخی جانداران یوکاریوتی قرار دارند. کلروپلاست‌ها، مانند انواع دیگر پلاستیدها، دارای ژنومی جدا از ژنوم موجود در هسته سلول هستند. وجود دی‌ان‌ای کلروپلاستی به‌صورت بیوشیمیایی در سال ۱۹۵۹ شناسایی شد و در سال ۱۹۶۲ توسط میکروسکوپ الکترونی تأیید گردید. کشفیات مبنی بر اینکه کلروپلاست دارای ریبوزوم است و سنتز پروتئین را انجام می‌دهد نشان داد که کلروپلاست از نظر ژنتیکی نیمه‌مستقل است. نخستین توالی کامل ژنوم کلروپلاستی در سال ۱۹۸۶ منتشر شد، Nicotiana tabacum (گل توتون) توسط Sugiura و همکاران و Marchantia polymorpha توسط Ozeki و همکاران. از آن زمان، شمار بسیاری دی‌ان‌ای کلروپلاستی از گونه‌های مختلف توالی‌یابی شده‌است.

## ساختار مولکولی

نقشه دی‌ان‌ای کلروپلاست ۱۵۴ هزاربازی یک گیاه گلدار مدل (رشادی گوش‌موشی: براسیکاسه) که ژن‌ها و توالی‌های وارونه را نشان می‌دهد.

دی‌ان‌ای‌های کلروپلاستی دایره‌ای هستند و معمولاً ۱۲۰۰۰۰–۱۷۰۰۰۰ جفت‌باز طول دارند. آن‌ها می‌توانند دارای طول خطی حدود ۳۰ تا ۶۰ میکرومتر و جرمی در حدود ۸۰ تا ۱۳۰ میلیون دالتون باشند.
بیشتر کلروپلاست‌ها کل ژنوم کلروپلاستی خود را در یک حلقه بزرگ ترکیبی دارند، اگرچه جلبک‌های چرخان‌تاژک‌دار استثنای قابل‌توجهی هستند - ژنوم آن‌ها به حدود چهل پلاسمید کوچک، هر کدام ۲۰۰۰ تا ۱۰۰۰۰ جفت‌باز تقسیم می‌شود و هر دایره کوچک دارای یک تا سه ژن است، اما پلاسمیدهای خالی بدون دی‌ان‌ای کدکننده نیز یافت شده‌است.
مدت‌ها تصور می‌شد که دی‌ان‌ای کلروپلاستی دارای ساختاری دایره‌ای است، اما برخی شواهد نشان می‌دهند که دی‌ان‌ای کلروپلاست معمولاً شکلی خطی به خود می‌گیرد. مشاهده شده‌است که بیش از ۹۵ درصد از دی‌ان‌ای کلروپلاستی در کلروپلاست ذرت به‌شکل خطی منشعب به جای دایره‌های منفرد می‌باشد.